# Під покровом молочного лісу (фільм, 2015)
«Під покровом молочного лісу» (англ. Under Milk Wood) — британський драматичний фільм, знятий Кевіном Алленом за однойменною п'єсою Ділана Томаса 1954 року. Світова прем'єра стрічки відбулась 20 червня 2015 року на Единбурзькому кінофестивалі. Фільм був висунутий Великою Британією на премію «Оскар-2016» у номінації «найкращий фільм іноземною мовою».

## У ролях
- Ріс Іванс — капітан Кет
- Ліза Палфрі — місіс Дей Бред 1
- Шарлотта Чарч — Поллі Гартер
- Джуліан Льюїс Джонс — другий потопельник
- Анейрін Г'юз — Орґан Морґан

## Визнання
| Нагороди та номінації фільму «Під покровом молочного лісу» | Нагороди та номінації фільму «Під покровом молочного лісу» | Нагороди та номінації фільму «Під покровом молочного лісу» | Нагороди та номінації фільму «Під покровом молочного лісу» | Нагороди та номінації фільму «Під покровом молочного лісу» | Нагороди та номінації фільму «Під покровом молочного лісу» |
| Рік                                                        | Нагорода                                                   | Категорія                                                  | Номінант                                                   | Результат                                                  |                                                            |
| ---------------------------------------------------------- | ---------------------------------------------------------- | ---------------------------------------------------------- | ---------------------------------------------------------- | ---------------------------------------------------------- | ---------------------------------------------------------- |
| 2015                                                       | Единбурзький міжнародний кінофестиваль                     | Приз глядацької аудиторії                                  | «Під покровом молочного лісу»                              | Номінація                                                  |                                                            |